# فرودگاه بین‌المللی کینگدائو لیوتینگ
فرودگاه بین‌المللی کینگدائو لیوتینگ (به انگلیسی: Qingdao Liuting International Airport) یک فرودگاه همگانی مسافربری با کد یاتا TAO است که یک باند فرود بتن دارد و طول باند آن ۳۴۰۰ متر است. این فرودگاه در کشور چین قرار دارد و در ارتفاع ۱۰ متری از سطح دریا واقع شده‌است.

## شرکت‌های هواپیمایی و مقصدهای پروازی

### مسافری
| شرکت‌های هواپیمایی                               | مقصدهای پروازی |
| ----------------------------------------------- | --- |
| Air Busan                                       | گیمهی |
| ایر چاینا                                       | پکن، چانگچون لونگییا، چنگدو شوانگلیو، دالیان ژووشویزی، هانگجو ژیاشان، ووهان تیانهه |
| ایر کریو                                        | چارتر فصلی: سونان |
| آل نیپون ایرویز                                 | کانزای، ناریتا |
| آسیانا ایرلاینز                                 | اینچئون |
| بیجینگ کپیتال ایرلاینز                          | هانگجو ژیاشان، شنینگ تخین، شی‌آن شیان‌یانگ |
| بیجینگ کپیتال ایرلاینز                          | هیترو لندن (آغاز از ۳۰ اکتبر ۲۰۱۷)، مادرید-باراخاس (آغاز از ۳۱ اکتبر ۲۰۱۷)، ملبورن, شرمتیوو، سیدنی (آغاز از ۲۹ اکتبر ۲۰۱۷)، ونکوور |
| دراگون‌ایر                                       | هنگ کنگ |
| Chengdu Airlines                                | چنگدو شوانگلیو، شی‌آن شیان‌یانگ |
| چاینا ایرلاینز                                  | تائویوان تایوان |
| هواپیمایی شرقی چین                              | پکن، چانگ‌بایشان، چنگدو شوانگلیو، چنگچینگ ییانگبی، دالیان ژووشویزی، داکینگ سارتیو، گانژو هوانگژین، بایون گوآنگجو، هانگجو ژیاشان، هاربین تایپینگ، هفئی ژینگیاو، هونگشان تونکسی، ویجو,جییانگوشان، کونمینگ چانگشوی، لانجو ژنگچوان، لینفن کیائولی، لیوژو بایلیان، مانژولی ضیاجیاو، مودانجیانگ هایلانگ، نانچانگ چانگبی, نانجینگ لوکو، نینگبو لیشه، شانگهای هونگچیائو، شانگهای پودنگ، شنینگ تخین، شنژن بن، شیاژونگ ژنگدینگ، ووسو تائی‌یوان، تونگهوا سن‌یوانپو، ونچو یونگچیانگ، ووهان تیانهه، سانن شوفانگ، شی‌آن شیان‌یانگ، سینینگ کائوجیابو، یانجی چائویانگ‌چون، ییبین سایبا، ییچانگ سانگسیا، ییچون لیندو، یینچوان هیدونگ، ژنگژو سین‌ژنگ                                                         |
| هواپیمایی شرقی چین                              | فوکوئوکا، چوبو سنترایر، کانزای، سانفرانسیسکو، اینچئون، تائویوان تایوان |
| هواپیمایی شرقی چین اجرا توسط شانگهای ایرلاینز   | داندونگ لنگتو، هاربین تایپینگ، جیاموسی دنگجیاو، جیشی شینکاهو، کیکیهار سینجیازی، شانگهای هونگچیائو |
| هواپیمایی جنوبی چین                             | چانگچون لونگییا، چانگشا هوانگهوا، دالیان ژووشویزی، داکینگ سارتیو، بایون گوآنگجو، گایلین لیانگ‌جیانگ، لانگ‌دونگ‌بائو گوئی‌یانگ، هانگجو ژیاشان، هاربین تایپینگ، هفئی ژینگیاو، هوهوت بایتا، جییانگوشان، نانینگ ووژو، نینگبو لیشه، شانگهای پودنگ، شنینگ تخین، شنژن بن، ووسو تائی‌یوان، اورومچی دیووپو، ووهان تیانهه، زیامن گائوچی، شی‌آن شیان‌یانگ، یانجی چائویانگ‌چون، Zhangjiajie |
| هواپیمایی جنوبی چین اجرا توسط چونگ‌کینگ ایرلاینز | چنگچینگ ییانگبی، هاربین تایپینگ |
| Donghai Airlines                                | شنژن بن |
| Fuzhou Airlines                                 | فوژو چنگل |
| گارودا ایندونزیا                                | چارتر فصلی: انگوراه رای |
| GX Airlines                                     | هفئی ژینگیاو، نانینگ ووژو |
| هاینان ایرلاینز                                 | بایون گوآنگجو، هایکو میلان، هاربین تایپینگ، نینگبو لیشه، شنژن بن، ووهان تیانهه |
| هبئی ایرلاینز                                   | کینهوانگدو بیدایهه، شیاژونگ ژنگدینگ |
| ججو ایر                                         | اینچئون |
| جونیائو ایرلاینز                                | لانگ‌دونگ‌بائو گوئی‌یانگ، هانگجو ژیاشان، نانجینگ لوکو، شانگهای پودنگ |
| کورین ایر                                       | گیمهی، اینچئون |
| Kunming Airlines                                | کونمینگ چانگشوی، لیجیانگ سانی، نانجینگ لوکو، نانینگ ووژو، ووهان تیانهه |
| Lucky Air                                       | کونمینگ چانگشوی، ووهان تیانهه |
| لوفت‌هانزا                                       | فرانکفورت |
| New Gen Airways                                 | چارتر: کرابی |
| نوک‌اسکوت                                        | دن موئنگ |
| اوکی ایرویز                                     | چانگشا هوانگهوا، شنینگ تخین |
| چینگدائو ایرلاینز                               | پکن، چانگچون لونگییا، چانگشا هوانگهوا، چنگدو شوانگلیو، لانگ‌دونگ‌بائو گوئی‌یانگ، هایلار دنگشان، هاربین تایپینگ، شانگهای پودنگ |
| Scoot                                           | چانگی سنگاپور |
| شاندونگ ایرلاینز                                | بائوتو ارلیبان، بایانور، پکن، چانگچون لونگییا، چانگشا هوانگهوا، Changzhi، چنگدو شوانگلیو، چنگچینگ ییانگبی، دالیان ژووشویزی، فوژو چنگل، بایون گوآنگجو، گایلین لیانگ‌جیانگ، لانگ‌دونگ‌بائو گوئی‌یانگ، هانگجو ژیاشان، هاربین تایپینگ، هفئی ژینگیاو، هوهوت بایتا، جینجو کسیالینگزی، کونمینگ چانگشوی، لانجو ژنگچوان، مودانجیانگ هایلانگ، نانچانگ چانگبی، نانجینگ لوکو، نانینگ ووژو، نینگبو لیشه، شانگهای هونگچیائو، شانگهای پودنگ، شنگرو سنگینگشن، شنینگ تخین، شنژن بن، شیاژونگ ژنگدینگ، ووسو تائی‌یوان، تیانجین بینهای، اورومچی دیووپو، ونچو یونگچیانگ، ووهان تیانهه، وویی‌شان، زیامن گائوچی، شی‌آن شیان‌یانگ، سینینگ کائوجیابو، یانجی چائویانگ‌چون، یینچوان هیدونگ، ژنگژو سین‌ژنگ، زوهای سانزاهو |
| شاندونگ ایرلاینز                                | سووارنابومی، ایندیرا گاندی، کانزای، اینچئون، تائویوان تایوان |
| شنژن ایرلاینز                                   | چانگشا هوانگهوا، بایون گوآنگجو، هاربین تایپینگ، نانچانگ چانگبی، نانینگ ووژو، نانتونگ زینگدونگ، شنژن بن، ییچون مینگویشان |
| سیچوان ایرلاینز                                 | چنگدو شوانگلیو، کونمینگ چانگشوی |
| اسپرینگ ایرلاینز                                | شانگهای هونگچیائو، شانگهای پودنگ |
| اسپرینگ ایرلاینز                                | کانزای |
| تی وی ایرلاینز                                  | اینچئون |
| تیانجین ایرلاینز                                | فوژو چنگل، لانگ‌دونگ‌بائو گوئی‌یانگ، هفئی ژینگیاو، نانینگ ووژو، تیانجین بینهای، ونچو یونگچیانگ، ژنگژو سین‌ژنگ |
| Uni Air                                         | تائویوان تایوان |
| وست ایر                                         | چنگچینگ ییانگبی، دالیان ژووشویزی |
| ژیامن ایرلاینز                                  | پکن، چانگچون لونگییا، دالیان ژووشویزی، فوژو چنگل، هانگجو ژیاشان، لس‌آنجلس (آغاز از ۱۱ دسامبر ۲۰۱۷)، هاربین تایپینگ، شنینگ تخین، زیامن گائوچی |

Notes:
- ^ : Scoot's flight continue service to Dalian. Scoot, however, does not have traffic rights to transport passengers between Qingdao and Dalian.

### باری
| شرکت‌های هواپیمایی   | مقصدهای پروازی |
| ------------------- | -------------- |
| آل نیپون ایرویز     | ناها           |
| ایر اینچئون         | اینچئون        |
| هواپیمایی جنوبی چین | لس‌آنجلس        |